# Esporte Clube XV de Novembro (Piracicaba)
L'Esporte Clube XV de Novembro, noto anche semplicemente come XV de Piracicaba, è una società calcistica brasiliana con sede nella città di Piracicaba, nello stato di San Paolo.

## Storia
Il 15 novembre 1913 venne fondato il club, che dalla data prese il proprio nome. Per distinguerlo da altre compagini con la medesima denominazione, viene solitamente chiamato "XV de Piracicaba". Debuttò nella prima divisione del Campionato Paulista nel 1949, in seguito alla vittoria nella Série A2 del 1948. Nel club militava Nílton de Sordi, futuro membro della Nazionale di calcio del Brasile. Vi giocò agli albori della sua carriera (1954-1956) anche José Altafini, futuro protagonista del calcio italiano, nativo proprio di Piracicaba. Il XV de Piracicaba continuò a militare nella massima serie statale sino al 1965, anno in cui fu retrocesso: tornò poi nel 1967, dopo aver vinto la seconda divisione. Nel 1976 il club raggiunse il secondo posto del torneo, venendo preceduto solo dal Palmeiras; l'anno seguente fece il suo esordio nel Brasileirão, giocando in casa contro il Centro Sportivo Alagoano. La compagine bianco-nera disputò la III Copa Brasil, terminando all'ottavo posto in classifica finale. Nel successivo torneo giocò sedici incontri, raccogliendo tre vittorie, cinque pareggi e otto sconfitte, mentre il 1979 vide l'ultima partecipazione del XV de Piracicaba: l'ultimo incontro in massima serie fu quello del 9 dicembre contro il Coritiba allo stadio Major Antônio Couto Pereira. Nel 1995, invece, ci fu l'ultima gara del XV de Piracicaba nella Serie A1 del campionato statale: retrocesso al termine della stagione, la formazione dopo qualche tempo scese ulteriormente di categoria, finendo in terza serie. Ciononostante, continuava a partecipare a competizioni a livello nazionale, e stabilì il record di vittorie consecutive ottenute nelle prime partite del Campeonato Brasileiro Série B: nel 1998, con sette partite vinte nelle prime sette gare.

## Palmarès

### Competizioni nazionali
- Campeonato Brasileiro Série C: 1

1995

### Competizioni regionali
- Copa Brasil Central: 1

1969

### Competizioni statali
- Campeonato Paulista Série A2: 6

1931, 1947, 1948, 1967, 1983, 2011
- Torneio Início Paulista

Primo posto 1949
- Copa Paulista: 2

2016, 2022

### Altri piazzamenti
- Campionato paulista:

Secondo posto: 1976
- Torneio Início Paulista

Secondo posto: 1950